# 稀蕊唐松草
稀蕊唐松草（学名：[Thalictrum oligandrum] 错误：{{Lang}}：文本有斜体标记（帮助））为毛茛科唐松草属下的一个种。

## 扩展阅读
- 維基物種上的相關：稀蕊唐松草